# Polder Groenestein
De Polder Groenestein is een voormalig waterschap in de provincie Groningen.
De polder lag ten oosten van Helpman aan de voet van de Hondsrug. De noordoostgrens lag bij het Oude Winschoterdiep, de zuidgrens op de Antwerpenweg en zuidkant van het volkstuintjescomplex Tuinwijck, de westgrens op de Beethovenlaan en de noordgrens aan de zuidkant van de Mediacentrale. De molen stond aan de noordgrens aan de spoorbaan en was met een korte sloot verbonden met het Winschoterdiep. Door de polder liep een watergang die van de Hondsrug, met name het landgoed Groenestein, afkomstig water afvoerde. Onder deze leiding lag een onderleider.
Waterstaatkundig gezien ligt het gebied sinds 2000 binnen dat van het waterschap Hunze en Aa's.

## Naam
De naam van het waterschap is ontleend aan het Huis Groenestein.